# Urangst
Urangst (engl. basic anxiety) bezeichnet die Angst um die körperliche oder seelische Gesundheit bzw. um das wirtschaftliche Auskommen.
Dabei kann es im Sinn einer Störung zu überzogener Angst vor dem Tod (Thanatophobie), sowie unterschiedlichen Todesarten (Ersticken, Ertrinken etc.) kommen. Überzogenen Angst vor Armut kann sich bis hin zum Verarmungswahn steigern, was allerdings auch im Zusammenhang mit einer psychischen Störung, wie z. B. einer Depression (oder Psychose) auftreten kann.

## In der Psychoanalyse
Der Begriff Urangst wird von den Psychoanalytikern, die sich damit auseinandergesetzt haben, unterschiedlich definiert:

### Sigmund Freud
Sigmund Freud bezeichnete 1926 die Urangst
- als Folge des Geburtsaktes („Urtrauma“) und damit sämtliche späteren Ängste als eine Art Reproduktion dieser Urangst.[3]
- die erste erlebte Angst, die mit der Trennung von der Mutter durch die Geburt (infolge des Geburtsvorgangs) ausgelöst wird.[1]

### Otto Rank
Otto Rank baute Freuds Konzept der Urangst weiter aus und kam zu folgenden Ergebnissen:
- Der Mensch versucht, ausgehend von dem Urtrauma der Geburt, die Seligkeit des Lebens in der Gebärmutter zu suchen (z. B. durch Religion, Kunst oder Philosophie).[4]
- Die Urangst (bzw. Geburtsangst) ist aus Ranks Sicht der Ursprung des Angstaffektes (z. B. Angst von Kindern vor dunklen Räumen oder vor Tieren) und  der Mensch nutzt jede sich bietende Gelegenheit, um den Affekt wieder abreagieren zu können.[1]

### Karen Horney
Karen Horney nutzt den Begriff "Basic Anxiety" für Urangst, die sie (zwischen 1937 und 1945) wie folgt definiert:
- die Angst eines Kindes, von seinen Eltern alleine gelassen zu werden,[5] um dann selbst hilflos einer feindlichen Umwelt und damit dem Tod, der Natur und den Unvorhersehbarkeiten des Lebens gegenüberzustehen.[6]
- das Gefühl der Einsamkeit und Hilflosigkeit gegenüber einer feindseligen Welt[1]

## Im medizinischen Kontext
Es gibt Menschen, die Angst davor haben, lebendig begraben oder fälschlicherweise für tot erklärt und der Organe beraubt zu werden.
Nach Angaben des Deutschen Ärztblatts, ist diese Urangst für manche Menschen der Grund dafür, dass sie Organspende ablehnen.
Laut Medienberichten wurden Menschen in deutschen Krankenhäusern mitunter fälschlicherweise für hirntot erklärt, damit eine Organentnahme vorgenommen werden kann. Auch wenn die Vorwürfe im Nachgang entkräftet werden konnten; die hier geschürte Angst vor fatalen Folgen möglicher Fehldiagnosen geht mit einem empfindlichen Vertrauensverlust einher.

## Urangst vor Fremden
Nach Aussage des Angstforschers Borwin Bandelow hat der Mensch eine Art Urangst vor dem Unbekannten. Da es für unsere steinzeitlichen Vorfahren Sinn machte, Angst vor fremden Stämmen zu haben, ist diese Angst in einem primitiven Teil des Gehirns verankert. Laut Bandelow führt dieser Mechanismus bei vielen Menschen zu Angst vor bzw. Abwertung von Fremden (wie z. B. Asylbewerbern). Dabei konnte ein Zusammenhang zwischen dem Bildungsniveau und der Ausgrenzung Fremder festgestellt werden; je niedriger das Bildungsniveau der für Studien Befragten war, desto stärker werteten sie Fremde ab. Dieser Umstand kann jedoch ausdrücklich nicht als eine Gleichstellung von niedriger Bildung (und parallel stattfindender niedriger Intelligenz) und Fremdenfeindlichkeit gelesen werden, da durch die sozioökonomische Besserstellung von Menschen mit höherem Bildungsniveau entsprechende Abstiegsängste durch höhere wirtschaftliche und gesellschaftliche Konkurrenzkraft eine geringere Rolle spielen.